# Harto Hakovirta
Harto Kalevi Hakovirta, född 16 december 1941 i Tammerfors, är en finländsk statsvetare. 
Hakovirta innehade från 1971 olika befattningar vid Tammerfors universitet, där han blev samhällsvetenskaplig doktor 1976, docent 1977 och var biträdande professor 1985–1994. Han var professor i internationella relationer vid Lapplands universitet 1992–1994 och blev professor i allmän statslära, särskilt internationell politik, vid Åbo universitet 1994. Han har ägnat sig bland annat åt studiet av förändringar i de internationella relationerna och de sistnämndas klassiska filosofi, utrikespolitikens teori och finländsk utrikespolitik.